# Avram Crăciun
Avram Crăciun (n. 22 iunie 1945, d. 10 decembrie 2020) a fost un senator român ales în legislatura 2000-2004 în județul Arad pe listele partidului PSD și în legislatura 2008-2012 în același județ, din partea Alianței PSD+PC.
La data de 17 octombrie 2011, Avram Crăciun s-a înscris în UNPR.